# June Foray
June Foray, született June Lucille Forer (Springfield, Massachusetts, 1917. szeptember 18. – Los Angeles, Kalifornia, 2017. július 26.) amerikai szinkronszínésznő.

## Filmjei

### Mozifilmek
- Hamupipőke (Cinderella) (1950, hang)
- Susie, a kicsi kék autó (Susie the Little Blue Coupe) (1952, rövidfilm, hang)
- A jégkirálynő (Снежная королева) (1957, hang, angol változat)
- Frédi, a csempész-rendész (The Man Called Flintstone) (1966, hang)
- Milo kalandjai (The Phantom Tollbooth) (1970, hang)
- A bolondos, bolondos, bolondos Tapsi Hapsi mozifilm (Looney, Looney, Looney Bugs Bunny Movie) (1981, hang)
- Dodó kacsa filmje – A fantasztikus sziget (Daffy Duck's Movie: Fantastic Island) (1983, hang)
- Roger nyúl a pácban (Who Framed Roger Rabbit) (1988, hang)
- Kis Némó Álomországban (Little Nemo: Adventures in Slumberland) (1989, hang)
- Kacsamesék: Az elveszett lámpa kincse (DuckTales the Movie: Treasure of the Lost Lamp) (1990, hang)
- Talpig zűrben 2. (Problem Child 2) (1991, hang)
- Hüvelyk Panna (Thumbelina) (1994, hang)
- Space Jam – Zűr az űrben (Space Jam) (1996, hang)
- Mulan (1998, hang)
- Rocky és Bakacsin kalandjai (The Adventures of Rocky & Bullwinkle) (2000, hang)
- Bolondos dallamok – Újra bevetésen (Looney Tunes: Back in Action) (2003, hang)
- Rocky és Bakacsin új kalandja (Rocky and Bullwinkle) (2014, rövidfilm, hang)

### Tv-filmek
- Grincs (How the Grinch Stole Christmas!) (1966, tv-rövidfilm, hang)
- Tapsi Hapsi – Húsvéti különkiadás (Bugs Bunny's Easter Special) (1977, hang)
- Tapsi Hapsi – Szellemek napja (Bugs Bunny's Howl-oween Special) (1977, tv-rövidfilm, hang)
- Tapsi Hapsi – Anyák napi különkiadás (The Bugs Bunny's Mother's Day Special) (1979, tv-rövidfilm, hang)
- Boris és Natasa (Boris and Natasha) (1992)
- A Flintstone család: Subidubidú...! (I Yabba-Dabba Do!) (1993, hang)

### Tv-sorozatok
- Fakopáncs Frici kalandjai (The Woody Woodpecker Show) (1957, hang)
- Foxi Maxi kalandjai (The Huckleberry Hound Show) (1959, hang, egy epizódban)
- Rocky és Bakacsin kalandjai (The Rocky and Bullwinkle Show) (1959–1964, hang)
- Frédi és Béni, avagy a két kőkorszaki szaki (The Flintstones) (1960–1964, hang, négy epizódban)
- Maci Laci (The Yogi Bear Show) (1961, hang)
- Kengyelfutó gyalogkakukk (The Road Runner Show) (1966, hang)
- Rózsaszín párduc (The Pink Panther Show) (1969, hang)
- Hol vagy Scooby Doo! (Scooby Doo, Where Are You!) (1969, hang)
- A farm, ahol élünk (Little House on the Prairie) (1974, hang, egy epizódban)
- Alvin és a mókusok (Alvin & the Chipmunks) (1983–1984, hang, 26 epizódban)
- Bolondos dallamok (The Bugs Bunny/Looney Tunes Comedy Hour) (1985, hang)
- A Jetson Család (The Jetsons) (1985, hang, egy epizódban)
- A gumimacik (Adventures of the Gummi Bears) (1985–1991, hang, 63 epizódban)
- Teen Wolf (1986–1987, hang, 21 epizódban)
- Frédi és Béni, avagy a kőkorszaki buli (The Flintstone Kids) (1987–1988, hang, négy epizódban)
- Denver, az utolsó dinoszaurusz (Denver, the Last Dinosaur) (1988, hang)
- Scooby-Doo, a kölyökkutya (A Pup Named Scooby-Doo) (1988, hang, egy epizódban)
- Az igazi szellemirtók (The Real Ghost Busters) (1987, 1989, hang, két epizódban)
- Hupikék törpikék (The Smurfs) (1981–1989, hang, 172 epizódban)
- Kacsamesék (DuckTales) (1987–1990, hang, 21 epizódban)
- A Simpson család (The Simpsons) (1990, hang, egy epizódban)
- Pöttöm kalandok (Tiny Toon Adventures) (1990–1991, hang, hat epizódban)
- Garfield és barátai III-VI. (Garfield and Friends) (1990–1993, hang, 18 epizódban)
- Egy rém rendes család (Married with Children) (1991, hang, egy epizódban)
- Tom és Jerry gyerekshow (Tom & Jerry Kids Show) (1993, hang, egy epizódban)
- Gézengúz hiúz (Bonkers) (1993, hang, egy epizódban)
- Két lökött kutya (2 Stupid Dogs) (1993, hang, két epizódban)
- Fecsegő tipegők III. (Rugrats) (1993, hang, egy epizódban)
- Szilveszter és Csőrike kalandjai (The Sylvester & Tweety Mysteries) (1995–1999, hang, 20 epizódban)
- Bébi bolondos dallamok (Baby Looney Tunes) (2002–2005, hang, 26 epizódban)
- Pindúr pandúrok (The Powerpuff Girls) (2003, hang, egy epizódban)
- Szuperdod kalandjai a 24 1/2 században (Duck Dodgers) (2004, hang, egy epizódban)
- Nyomi szerencsétlen utazásai (The Marvelous Misadventures of Flapjack) (2009, hang, két epizódban)
- A Garfield-show (The Garfield Show) (2011, hang, egy epizódban)
- Újabb Bolondos Dallamok: Együtt a csapat (The Looney Tunes Show) (2011–2013, hang, 11 epizódban)